# Беневелло
Беневелло (итал. Benevello) — коммуна в Италии, располагается в регионе Пьемонт, в провинции Кунео.
Население составляет 523 человека (2008 г.), плотность населения составляет 93 чел./км². Занимает площадь 5 км². Почтовый индекс — 12050. Телефонный код — 0173.
Покровителем коммуны считается святой апостол Пётр в веригах (San Pietro in Vincoli), празднование в последнее воскресение июля.

## Демография
Динамика населения:

## Администрация коммуны
- Официальный сайт: http://www.comune.benevello.cn.it